# Gajus van Scheltinga
Gajus van Scheltinga (Leeuwarden, (gedoopt op 30 juli 1692) – Buitenpost, 19 januari 1730) was een Nederlands bestuurder.

## Biografie
Van Scheltinga was een zoon van Martinus van Scheltinga (1656-1726), grietman van Aengwirden, en Jetske Wisckia Broersma (1662-1694). Gajus was lid van de familie Van Scheltinga. Hij werd in Leeuwarden gedoopt op 30 juli 1682.
Van Scheltinga begon in 1700 met een studie rechten aan de universiteit van Franeker. Hier zou hij in 1705 promoveren in de rechten. In 1714 werd hij raadsheer aan het Hof van Friesland in plaats zijn vader. Hij volgde in 1725 Douwe Feyo van Aylva op als grietman van Kollumerland en Nieuwkruisland. In deze grietenij was zijn grootvader Gajus Botnia van Broersma eerder secretaris.
Van Scheltinga overleed ongehuwd te Buitenpost.

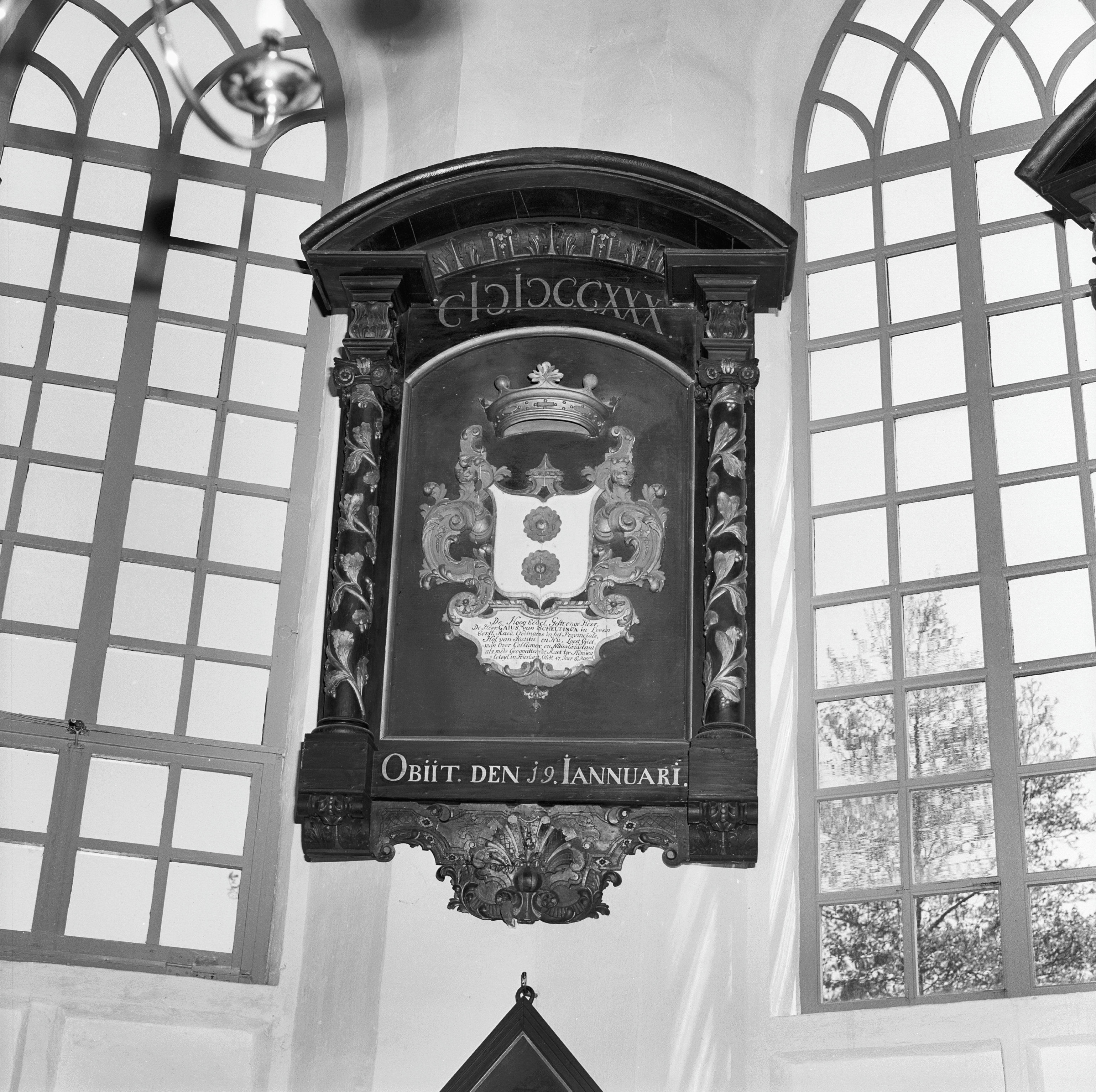
Rouwbord voor Gajus van Scheltinga in de Mariakerk van Buitenpost.